# ديف مكدونالد
ديف مكدونالد (بالإنجليزية: Dave McDonald)‏ هو لاعب كرة قاعدة أمريكي، ولد في 20 مايو 1943 في نيو ألباني في الولايات المتحدة، وتوفي في 19 مايو 2017 في بومبانو سيتي في الولايات المتحدة.

## روابط خارجية
- ديف مكدونالد على موقعبيزبول رفرنس.كوم (الدوري الرئيسي) (الإنجليزية)
- ديف مكدونالد على موقعبيزبول رفرنس.كوم (الدوري الثانوي) (الإنجليزية)